# Kochscher Enzian
Der Kochsche Enzian (Gentiana acaulis), auch Kochs Enzian geschrieben und auch Stängelloser Enzian, Stängelloser Silikat-Enzian, Silikat-Glocken-Enzian oder Kiesel-Glocken-Enzian genannt, ist eine Pflanzenart aus der Gattung Enziane (Gentiana) innerhalb der Familie Enziangewächse (Gentianaceae). Stängelloser Enzian ist die genaue Übersetzung des botanischen Namens. Es kommt oft zu Verwechslungen mit einer anderen Enzianart, dem Clusius-Enzian oder Kalk-Glocken-Enzian (Gentiana clusii Perr. & Song.), dieser wird ebenfalls Stängelloser Enzian genannt und beide Arten besitzen ähnliche Merkmale; es sind vikariierende Arten in den Gebirgen Europas.

## Beschreibung

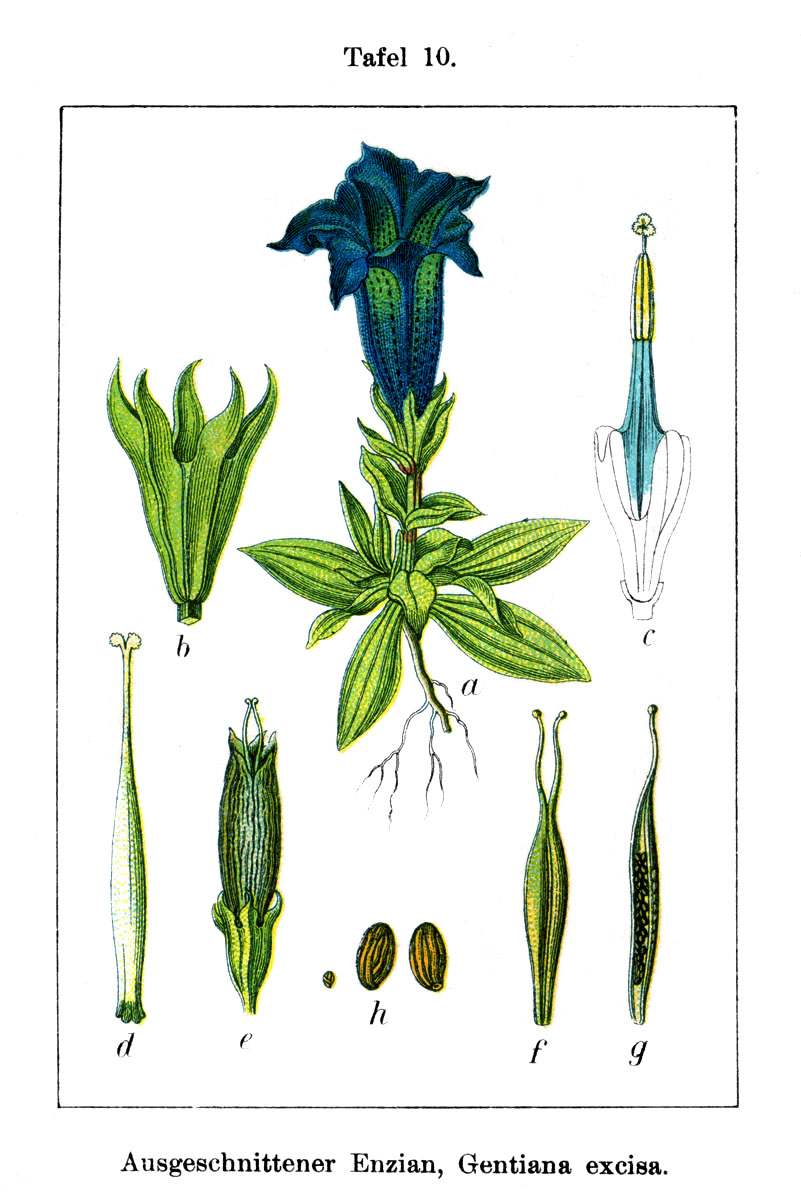
Illustration mit Laubblattrosette und einzeln stehenden glockenförmigen Blüten

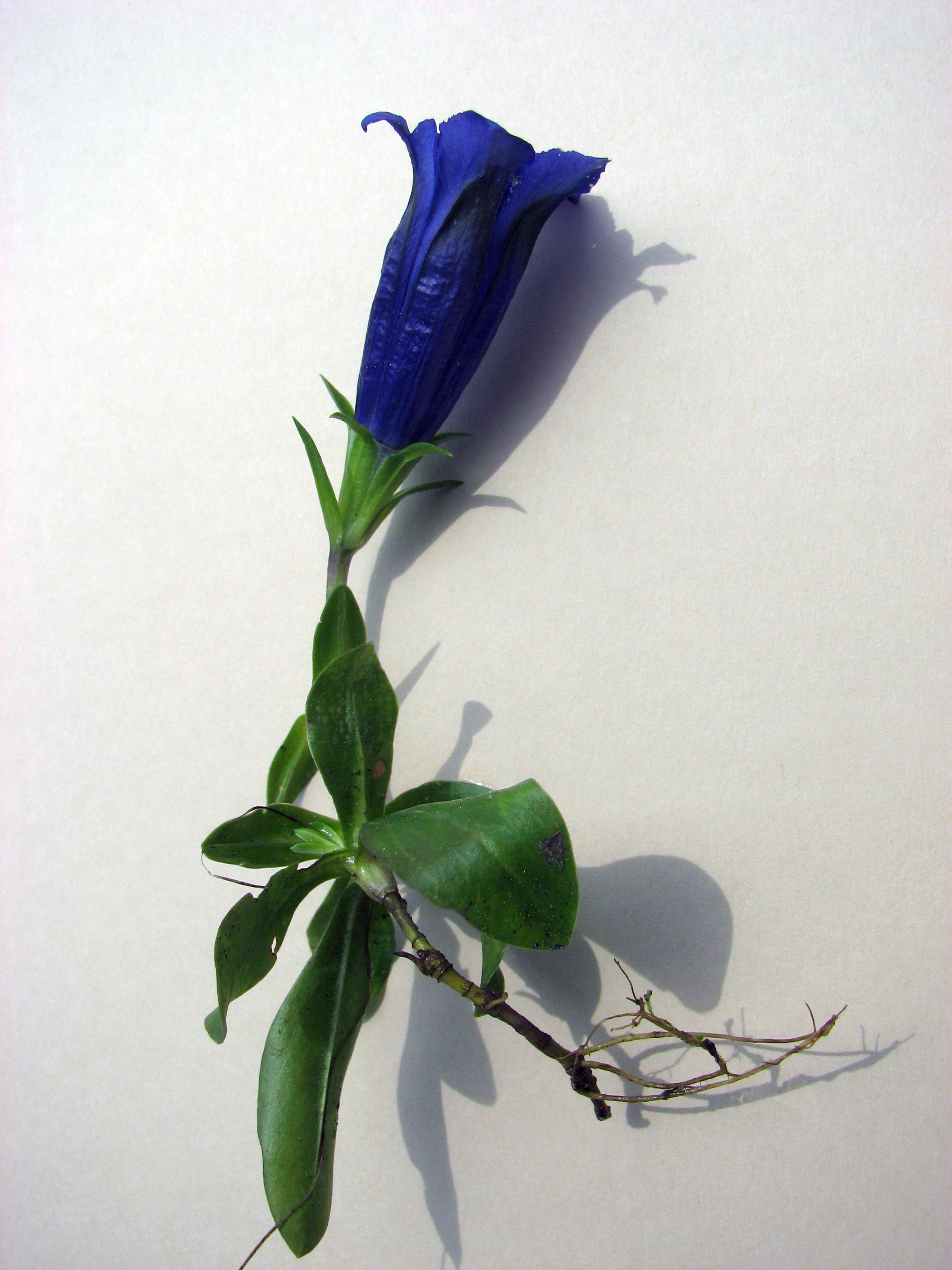
Habitus, Laubblätter und Blüte

### Vegetative Merkmale
Der Kochsche Enzian wächst als niedrige, überwinternd grüne, ausdauernde krautige Pflanze und erreicht Wuchshöhen von 5 bis 10 Zentimetern.
Die gegenständigen Laubblätter stehen in einer grundständigen Rosette zusammen. Die Laubblätter sind 4 bis 15 Zentimeter lang und zwei- bis dreimal so lang wie breit. Die einfache, nicht ledrige Blattspreite ist verkehrt-eiförmig bis elliptisch und kahl, sie endet stumpf oder mit kurzer Spitze. Der Blattrand ist glatt und nicht papillös.

### Generative Merkmale
Die Blütezeit reicht je nach Standort von Mai bis August. Auf einem kurzen Blütenstandsschaft befindet sich eine einzelne Blüte.
Die zwittrige, etwa 5 Zentimeter hohe Blüte ist radiärsymmetrisch und fünfzählig mit doppelter Blütenhülle. Die fünf Kelchblätter sind zu einer Kelchröhre verwachsen; die fünf etwas abstehenden, an ihrem unteren Ende etwas eingeschnürten und scharf zugespitzten Kelchzipfel sind meist viel kürzer als die halbe Kelchröhre, die Kelchbuchten sind breit und es ist eine weiße Verbindungshaut vorhanden. Die fünf azur-blauen Kronblätter sind glockenförmig verwachsen. Die Kronröhre ist innen oliv-grün gefleckt. Die Staubfäden sind bandartig verbreitert und mit der Krone verwachsen.
Die einfächrige Kapselfrucht öffnet sich zweiklappig.
Die Chromosomenzahl beträgt 2n = 36.

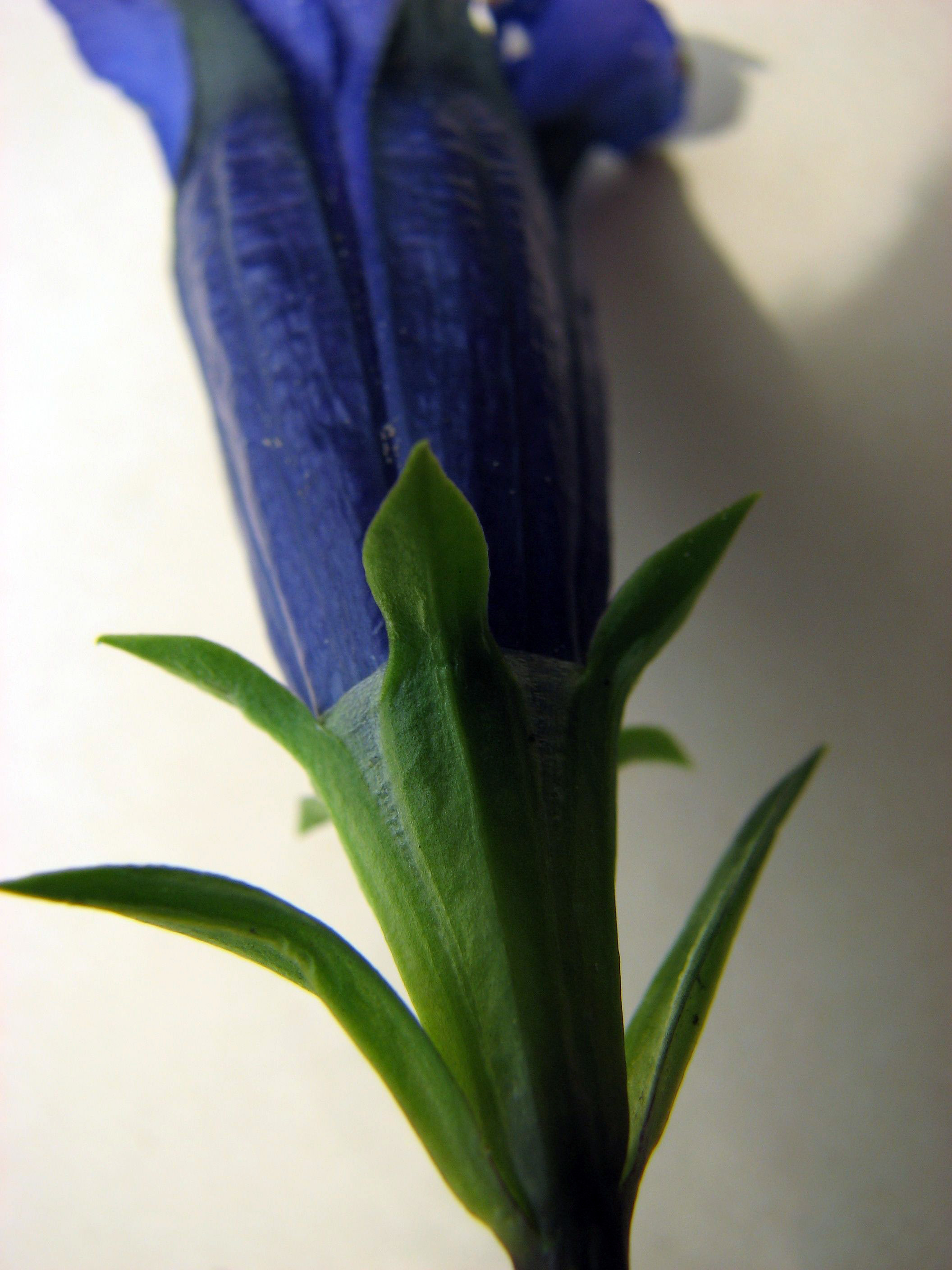
Charakteristischer Blütenkelch von Gentiana acaulis mit eingeschnürten Kelchzipfeln

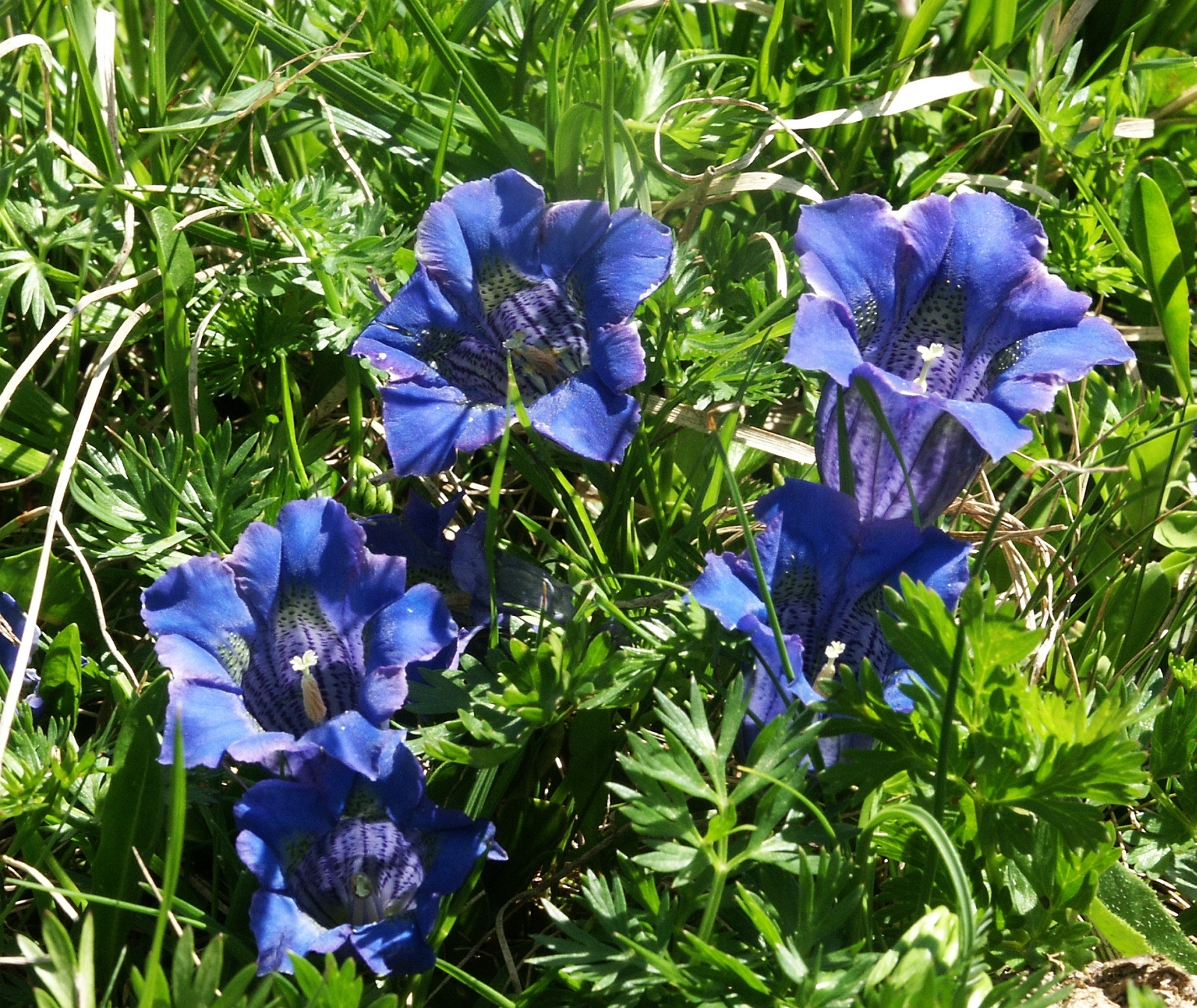
Habitus im Habitat

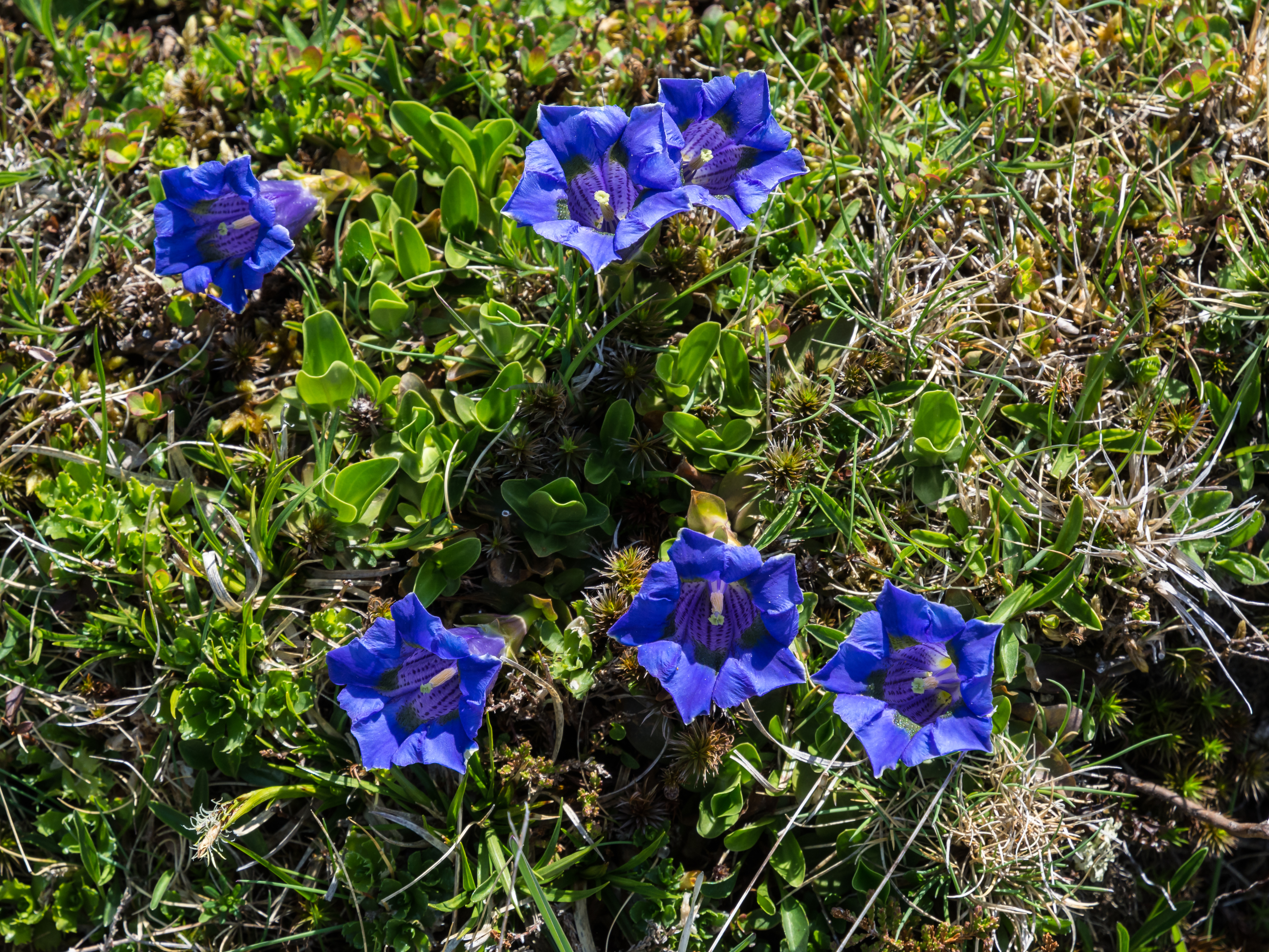
Bestand im Habitat

## Unterscheidung  vonGentiana acaulisundGentiana clusii
Der Kochsche Enzian unterscheidet sich vom Clusius-Enzian durch die breiteren, weicheren Rosettenblätter  und die fünf grünen Flecken am Schlund der azurblauen Blütenglocke. Die Kelchzipfel von Gentiana acaulis sind am Grunde eingeschnürt und kürzer als die halbe Kronröhre, während sie bei Gentiana clusii länger als die halbe Kronröhre sind und zum Grund hin breiter werden.
Die beiden Arten sind in ihrem Vorkommen weitgehend überschneidungsfrei, da Gentiana clusii Kalkboden benötigt, wohingegen Gentiana acaulis nur auf saurem Silikatboden gedeiht (Vikariismus).

## Ökologie und Phänologie
Der Kochsche Enzian ist eine ausdauernde Rosettenpflanze. Seine aufrecht abstehenden Laubblätter dienen durch nach innen geneigte Rinnen als Wassersammler. Zugwurzen am Boden halten die Rosette dauerhaft dicht am Boden.
Die Blütezeit reicht je nach Standort von Mai bis August. Die Blüten sind vormännliche „Große Trichterblumen“ und typische durch Anthocyane  blau gefärbte „Hummelblumen“. Die Kronblattzipfel sind durch Berührung reizbar (Thigmonastie), außerdem ist die ganze Blüte bei nassem Wetter geschlossen. Die fünf Staubblätter umgeben eng den Griffel und die Staubbeutel bilden eine Röhre; die Staubfäden sind durch Lamellen mit der Blütenkronröhre verbunden. Dadurch entstehen fünf röhrenförmige Zugänge (Revolverblume) zu dem am Grunde des Fruchtknotens abgeschiedenen Nektar. Die Kronröhre besitzt innen auffällige olivgrüne Tüpfelsaftmale auf hellem Grund, die im durchscheinenden Licht besonders hervortreten. Bestäuber sind  Hummeln und Schmetterlinge. Auch Selbstbestäubung ist durch an die Staubbeutel angedrückte Narbenlappen möglich.
Fruchtreife ist von August bis Oktober. Die Kapselfrüchte sind von der als Windfang dienenden, bleibenden Kronröhre umschlossen und werden durch den sich nach der Anthese stark verlängerten Stängel emporgehoben. Die Früchte sind also Windstreuer. Die Samen werden als Körnchenflieger oder als Anhafter ausgebreitet. Die Samen sind Dunkelkeimer und Kältekeimer.

## Vorkommen
Der Kochsche Enzian kommt beispielsweise in den Alpen, im Jura, in den Cevennen und in den Pyrenäen vor. Es gibt Fundangaben für Spanien, Andorra, Frankreich, Deutschland, die Schweiz, Liechtenstein, Österreich, Tschechien, Italien, Slowenien, Kroatien, Serbien, Albanien, Bulgarien, Rumänien, die Ukraine und die Krim.
Der Kochsche Enzian wächst in Höhenlagen von 800 bis 3000 Metern auf gut mit Wasser versorgten Silikatböden im sauren Milieu. Er ist eine Charakterart des Nardion-Verbands, kommt aber auch in Pflanzengesellschaften des Salicion herbaceae-Verbands oder in tiefer gelegenen Gesellschaften des Caricion curvulae-Verbands vor. In den Allgäuer Alpen steigt er von 930 Metern bis zu einer Höhenlage von 2400 Metern am Hochrappenkopf in Bayern auf.
Die ökologischen Zeigerwerte nach Landolt et al. 2010 sind in der Schweiz: Feuchtezahl F = 2+ (frisch), Lichtzahl L = 4 (hell), Reaktionszahl R = 2 (sauer), Temperaturzahl T = 1+ (unter-alpin, supra-subalpin und ober-subalpin), Nährstoffzahl N = 2 (nährstoffarm), Kontinentalitätszahl K = 3 (subozeanisch bis subkontinental).

### Naturschutz
Der Kochsche Enzian steht, wie alle anderen Enzianarten, in Deutschland unter Naturschutz. Die ganzflächige Verwendung von Dünger (Gülle, Mist, Kunstdünger), um den Wiesenertrag z. B. in Borstgraswiesen zu steigern, lässt auch bei dieser Art ganze Bestände verschwinden. Die schädliche Wirkung hält über Jahrzehnte an.

## Taxonomie
Die Erstveröffentlichung von Gentiana acaulis erfolgte 1753 durch Carl von Linné in Species Plantarum, Tomus I, S. 228. Synonyme für Gentiana acaulis L. sind: Ciminalis acaulis (L.) Borkh., Ciminalis acaulis (L.) Moench., Gentiana kochiana E.P.Perrier & Songeon, Gentiana excisa C.Presl, Gentiana latifolia (Gren. & Godr.) Jakow., Gentiana acaulis L. subsp. acaulis.

## Verwendung
Vom Kochschen Enzian gibt es zahlreichen Sorten, die als Zierpflanzen verwendet werden.